# Коштана (филм из 1985)
„Коштана” је југословенски ТВ филм из 1985. године. Режирали су га Борислав Глигоровић и Слободан Радовић. Представља телевизијску адаптацију истоимене драме Борисава Станковића.

## Улоге
| Глумац                 | Улога                         |
| ---------------------- | ----------------------------- |
| Маја Оџаклијевска      | Коштана                       |
| Јован Милићевић        | Хаџи Тома                     |
| Душан Булајић          | Арса                          |
| Бранислав Цига Јеринић | Митке (као Бранислав Јеринић) |
| Љуба Тадић             | Стојан                        |
| Радомир Поповић        | Марко (као Раде Поповић)      |
| Мида Стевановић        | Полицајац                     |
| Момчило Животић        | Кмет                          |
| Мирослав Петровић      | Гркљан                        |
| Звонко Јовчић          | Курта (као Звонимир Јовчић)   |
| Славка Јеринић         | Ката                          |
| Милка Лукић            | Магда                         |
| Жељка Башић            | Стана                         |
| Дара Вукотић Плаовић   | Салце                         |